# Alfredo Costantino
Alfredo Costantino (Soveria Simeri, 29 febbraio 1964) è un allenatore di calcio ed ex calciatore italiano, di ruolo centrocampista.

## Carriera

### Giocatore
Inizia a giocare nelle giovanili della US Folgore, una squadra di calcio di Catanzaro, per poi passare nella squadra Primavera del Catanzaro. Esordisce con la prima squadra del Catanzaro, con la cui maglia nella stagione 1985-1986 gioca 4 partite senza mai segnare nel campionato di Serie B; a fine anno la formazione calabrese retrocede in Serie C1, categoria in cui nella stagione 1986-1987 Costantino gioca 7 partite e segna un gol, il 5 ottobre 1986 in Reggina-Catanzaro (1-1), terza giornata di campionato. I giallorossi vincono il campionato, ritornando così in Serie B dopo una stagione; nel campionato 1987-1988 Costantino viene frequentemente impiegato nella formazione titolare, e complessivamente disputa 33 partite senza mai segnare; viene riconfermato anche per la stagione 1988-1989, nella quale gioca altre 15 partite in Serie B senza mai segnare. A fine anno lascia la squadra giallorossa, dove ritorna nella stagione 1991-1992 dopo aver giocato in Serie C1 con Sambenedettese e Licata per disputare il campionato di Serie C2, nel corso del quale gioca 5 partite senza mai segnare. Successivamente ha vestito anche la maglia della Vigor Lamezia, con cui nella stagione 1993-1994 ha giocato 18 partite nel campionato di Serie C2 retrocedendo nel Campionato Nazionale Dilettanti.
In carriera ha giocato complessivamente 52 partite in Serie B, senza mai segnare.

### Allenatore
Dal 2008 vive a Melbourne, dove sta allenando alcune squadre importanti locali.

## Palmarès

### Club

#### Competizioni nazionali
- Serie C1: 1

Catanzaro: 1986-1987